# John L. Allen, Jr.
Pour les articles homonymes, voir Allen et John Allen.

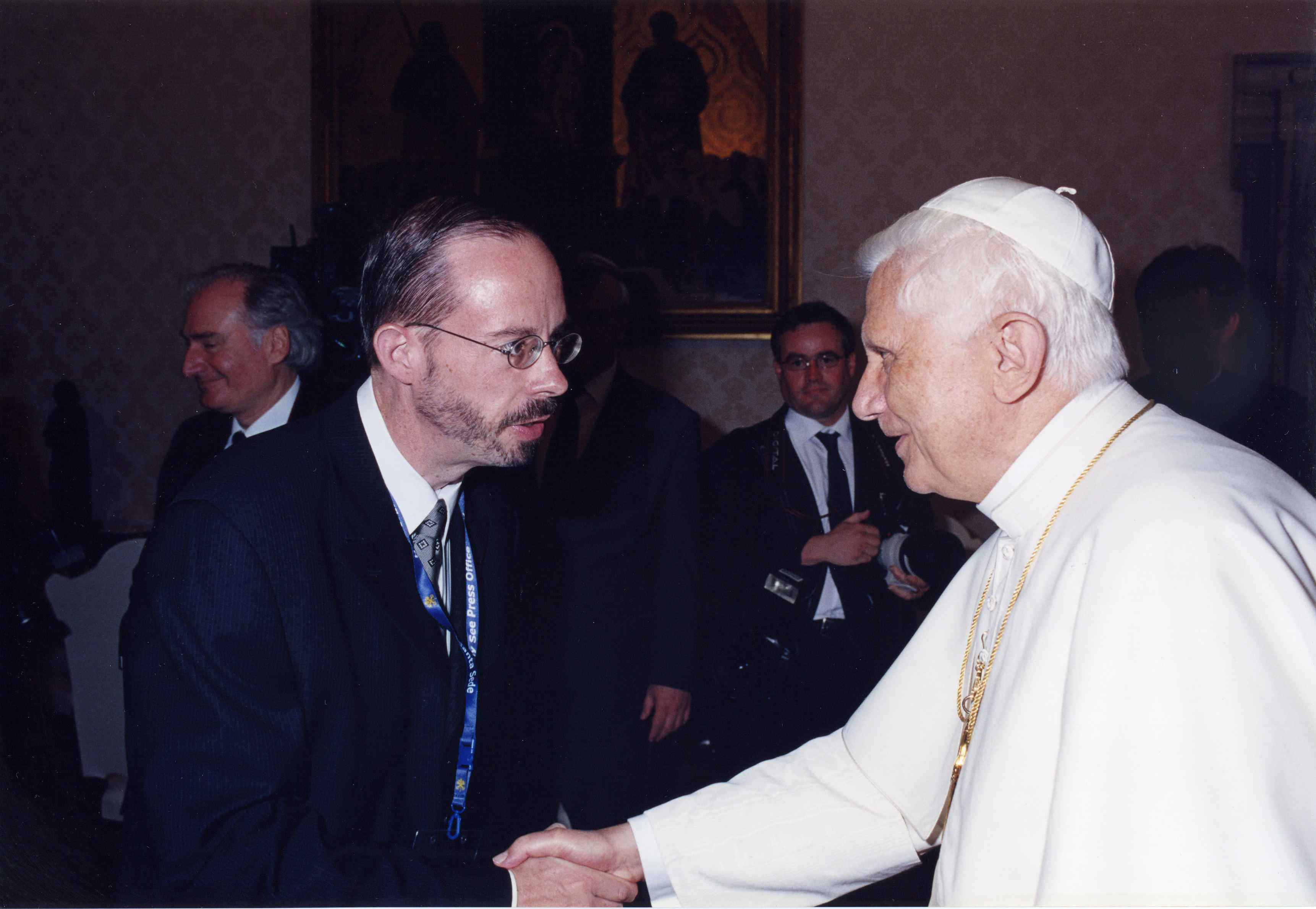
John L. Allen, Jr. avec le Pape Benoît XVI

John L. Allen Jr., né en 1965 au Kansas (États-Unis) ou à Treviglio, est un journaliste américain spécialisé dans l'actualité de l'Église catholique.

## Biographie
Allen est un diplômé de l'Université du Kansas avec une maîtrise en études religieuses. Depuis plusieurs années, il travaille pour le National Catholic Reporter.
Lors de la couverture médiatique entourant la mort de Jean-Paul II, Allen est fréquemment apparu sur CNN. Il est actuellement leur correspondant en affaires religieuses.
John Allen et sa femme vivent à Rome.

## Journaliste et vaticaniste
Son travail le plus connu est sa rubrique hebdomadaire sur les affaires vaticanes appelée The Word from Rome. Cette rubrique paraît dans la revue National Catholic Reporter ainsi que sur le site web du magazine.
Il écrit également pour The Tablet, Jesus, Second Opinion, The Nation, The Miami Herald, Die Furche et The Irish Examiner.
Il est auteur de plusieurs livres sur le pape Benoît XVI, l'un écrit lorsqu'il était le cardinal Ratzinger et un autre écrit après son élection. Un ouvrage publié à la fin de 2005 porte sur l'Opus Dei. L'objectif de John Allen est de s'assurer des faits exacts derrière les mythes, histoires et rumeurs qui circulent sur cet institut religieux controversé de l'Église catholique.
La biographie de 2000 sur le cardinal Ratzinger était très critique du Panzerkardinal. Joseph Komonchak, qui a fait la revue du livre, a parlé de journalisme manichéen. Depuis lors, John L. Allen, Jr. a reconnu la valeur de certaines critiques. Son style journalistique a changé et pourrait aujourd'hui rallier les chrétiens de tendances politiques diverses. Dans le monde de l'édition, son travail est respecté. Il est reconnu comme l'un des meilleurs vaticanistes.

## Publications
- Cardinal Ratzinger: The Vatican's Enforcer of the Faith.  NY: Continuum, 2000.   (ISBN 0-8264-1265-3).
- Conclave: The Politics, Personalities, and Process of the Next Papal Election. New York: Doubleday/Image, 2002, revised 2004.  (ISBN 0-385-50453-5).
- All the Pope's Men: The Inside Story of How the Vatican Really Thinks.  (Hardcover) New York: Doubleday, 2004.  (ISBN 0-385-50966-9). (Trade Paperback) New York: Doubleday/Image October 2006.  (ISBN 0-385-50967-7).
- Pope Benedict XVI: A Biography of Joseph Ratzinger.  NY: Continuum International Publishing Group, 2005.   (ISBN 0-8264-1786-8).  This is a reprint of Allen's 2000 book Cardinal Ratzinger, reprinted under a new title without Allen's permission.
- The Rise of Benedict XVI: The Inside Story of How the Pope Was Elected and Where He Will Take the Catholic Church.  (Hardcover) NY: Doubleday, 2005.   (ISBN 0-385-51320-8). (Trade Paperback) New York: Doubleday/Image October 2006.  (ISBN 0-385-51321-6).
- Opus Dei: An Objective Look Behind the Myths and Reality of the Most Controversial Force in the Catholic Church.  NY: Doubleday, 2005.  (ISBN 0-385-51449-2).
- The Future Church: How Ten Trends are Revolutionizing the Catholic Church.  NY: Doubleday, 2009.   (ISBN 0-385-52038-7).
- A People of Hope: Archbishop Timothy Dolan in Conversation with John L. Allen Jr, 2011
- The Catholic Church: What Everyone Needs to Know 2013
- The Global War on Christians: Dispatches from the Front Lines of Anti-Christian Persecution, 2013
- The Francis miracle; inside the transformation of the Pope and the Church, New York, Time books, 2015, 276p.